# Adiós a las armas
Adiós a las armas, en inglés A Farewell to Arms, es una novela del escritor estadounidense Ernest Hemingway, publicada en 1929. Su título está tomado de un verso del poeta del siglo XVI George Peele.

## Argumento e historia de su publicación
Narra una historia de amor entre el soldado joven e idealista llamado Frederick Henry con la enfermera Catherine Barkley en la Italia de la Primera Guerra Mundial.
La novela es en su mayor parte autobiográfica. Ernest Hemingway realmente fue conductor de ambulancias voluntario en el ejército italiano, fue herido en las piernas y conoció a una enfermera con la que vivió una historia similar de amor. Esto le permitió usar sus recuerdos para crear un relato bélico crudo y realista. 
Hemingway tuvo serias dificultades para escribir el final de la novela y, según confesó en 1958 en una entrevista a The Paris Review, reescribió las últimas palabras de Adiós a las armas 47 veces antes de darse por satisfecho, como queda claro en la edición que Scribner publicó en julio de 2012, que contiene todos ellos junto con los borradores de otras partes de la novela.
Apareció primero en Scribner's Magazine, mensuario que pertenecía a la editorial del mismo nombre, que publicó la novela en septiembre de 1929, con una tirada aproximada de 31.000 ejemplares. En la revista, apareció en los números de mayo a octubre.
Las imprecaciones de lenguaje procaz que usaba en la novela fueron reemplazadas por guiones o rayas, pero se han preservado al menos dos ejemplares en los que Hemingway escribió, sobre los guiones, las palabras censuradas.

## En castellano
La primera edición en castellano de Adiós a las armas fue editada en Argentina para los socios del Club del Libro A.L.A. por H. P. Blomberg en 1940 y en España la realizó Luis de Caralt y de Borrell, Barcelona, en 1955 con traducción de Joann M. Vda Horca y Joaquín Horta (318 pp.; en 8º mayor /20 x 14 cm/; encuadernación en tela editorial con sobrecubierta). Desde entonces, ha habido numerosas reediciones de la novela en el mundo hispano.

## Películas
- 1932 - Adiós a las armas es una adaptación de la novela hecha en 1932, dirigida por Frank Borzage. En la película actúan Helen Hayes, Gary Cooper y Adolphe Menjou.
- 1957 - Adiós a las armas es la segunda adaptación cinematográfica esta vez dirigida por Charles Vidor y John Huston y protagonizada por Jennifer Jones, Rock Hudson y Vittorio De Sica, el cual fue nominado al Óscar al mejor actor de reparto.

## En la cultura popular
- En el videojuego Grand Theft Auto: Vice City Stories la última misión de González lleva el nombre "Adios a las armas" en referencia a la novela.
- En el videojuego rogue-like con temática de armas de fuego Enter The Gungeon la última expansión lleva el título "Adios a las Armas".
- En el capítulo de Southpark de la cuarta temporada Timmy_2000 el doctor que diagnostica a los niños con síndrome de déficit de atención (SDA) les lee ese libro como parte del examen.